# Lophognathus longirostris
Lophognathus longirostris är en ödleart som beskrevs av  George Albert Boulenger 1883. Lophognathus longirostris ingår i släktet Lophognathus och familjen agamer. Inga underarter finns listade i Catalogue of Life.